# Sport Calavera
El Sport Calavera fue un equipo de fútbol perteneciente al distrito de  Santiago de Surco, del Departamento de Lima, del Perú. Fue uno de los posteriores equipos limeños, que se afilia a la Liga Peruana de Fútbol, en la División Intermedia. Seguidamente, asciende a la Primera División de 1919.

## Historia
El club Sport Calavera fue un club dedicado a la práctica del soccer peruano, fundado en 1903. Es el único equipo representante del distrito que ha logrado llegar a la máxima división. Antes de la creación de la Liga Peruana de Fútbol de 1912, el club solía pactar encuentros amistosos con diferentes clubes limeños contemporáneos. Posteriormente, el Sport Calavera, se afilia a la División Intermedia (equivalente a la segunda categoría) en 1913. Su mejor representante como jugador fue  T. Aranzaens. Logra ser promovido en la División Intermedia de 1918, para jugar en la primera división de 1919. En la temporada de 1920, se retira del torneo regresando a la División Intermedia del mismo año. El Sport Calavera se mantuvo en la liga hasta 1929. Finalmente el Sport Calavera desapareció. 
Entre los años 1912 al 1915, los representantes de la Liga Peruana de Fútbol, seleccionaba sus mejores jugadores (tanto de primera y segunda categoría) para formar al cuadro que representaba a la selección peruana de fútbol. Así realizaban encuentros amistosos con otros equipos seleccionados, representantes de otros departamentos y regiones del Perú. Uno de los más comentados fue con el seleccionado de  Cerro de Pasco. Sport Calavera, brinda a T. Aranzaens al seleccionado peruano de la liga.
Esta era una práctica muy frecuente de la época. Los encuentros, eran efectuados en el terreno de Santa Beatriz (Antiguo Estadio Nacional del Perú). El 28 de julio de 1913, fue victoria de la Selección Peruana, por dos tantos a uno. Para el 28 de julio de 1914, fue el triunfo de la Selección de Cerro de Pasco por tres a dos.

## Jugadores
- T. Aranzaens

## Datos del club
- Temporadas en División Intermedia: 15  (1913 al 1918, 1920 al  1929).
- Temporadas en Primera División: 1 (1919).
- Mejores Resultados:
- Peores Derrotas:
  - Sport Calavera 1:2 Sport Alianza (20 de abril de 1919)
  - Sport Calavera 1:3 Sport Alianza (20 de julio de 1919)

## Enlaces
- Segunda División Peruana 1913.
- Segunda División Peruana 1914.
- Primera División de 1919.
- Habla Barrio: Equipos de fútbol de Lima.
- Seleccionado Peruano vs Seleccionado de Cerro de Pasco 1913 y 1914.
- Seleccionado de los mejores jugadores de los equipos de la primera y división intermedia de la Liga Peruana vs Selección de Cerro de Pasco, 1914.